# Відень-Західний
48°11′48″ пн. ш. 16°20′16″ сх. д. / 48.196667° пн. ш. 16.337778° сх. д.
Західний вокзал Відня (нім. Wien Westbahnhof) — один з найбільших залізничних вокзалів Відня. Розташований в районі Рудольфсхайм-Фюнфхаус, біля перетину Гюртеля та вулиці Маріахільферштрасе (Mariahilferstraße). Був урочисто відкритий 15 грудня 1858 року для залізничного зв'язку з Лінцом. Сучасна будівля вокзалу споруджена 1951 року і є пам'яткою архітектури Австрії. У 2011 році під вокзалом був споруджений підземний торговий центр.
Значимість вокзалу знизилася після того, як майже всі далекі поїзди стали приходити та вирушати з перебудованого у 2015 році Головного вокзалу або з вокзалу Майдлінга. Із Західного вокзалу тепер (станом на 2021 рік) вирушає єдиний далекий рейс на Зальцбург. Крім того, вокзал обслуговує два регіональні маршрути та маршрут S50 приміських електричок.